# Hans Homberger
Hans Ernst Homberger, född 31 oktober 1908 i Schaffhausen, död 1986, var en schweizisk roddare.
Homberger blev olympisk silvermedaljör i fyra med styrman vid sommarspelen 1936 i Berlin. Två av hans yngre bröder, Rudolf Homberger (född 1910) och Alex Homberger (född 1912), var också tävlingsroddare. Tillsammans med Alexander vann han guld i fyrmanna utan styrman i Europamästerskapen i rodd 1935. I samma mästerskap tävlade han tillsammans med sina båda bröder i åttamannarodden och kom tvåa. I de olympiska spelen 1936 vann han silver i fyrmanna med styrman och brons i fyra utan styrman. Tillsammans med bröderna Rudolf och Alex Homberger kom han sexa i åttamannarodden i samma mästerskap.